# Huilaea ecuadorensis
Huilaea ecuadorensis är en tvåhjärtbladig växtart som beskrevs av John Julius Wurdack. Huilaea ecuadorensis ingår i släktet Huilaea och familjen Melastomataceae. IUCN kategoriserar arten globalt som sårbar.
Artens utbredningsområde är Ecuador. Inga underarter finns listade i Catalogue of Life.